# Schloss Rietberg (Rietberg)

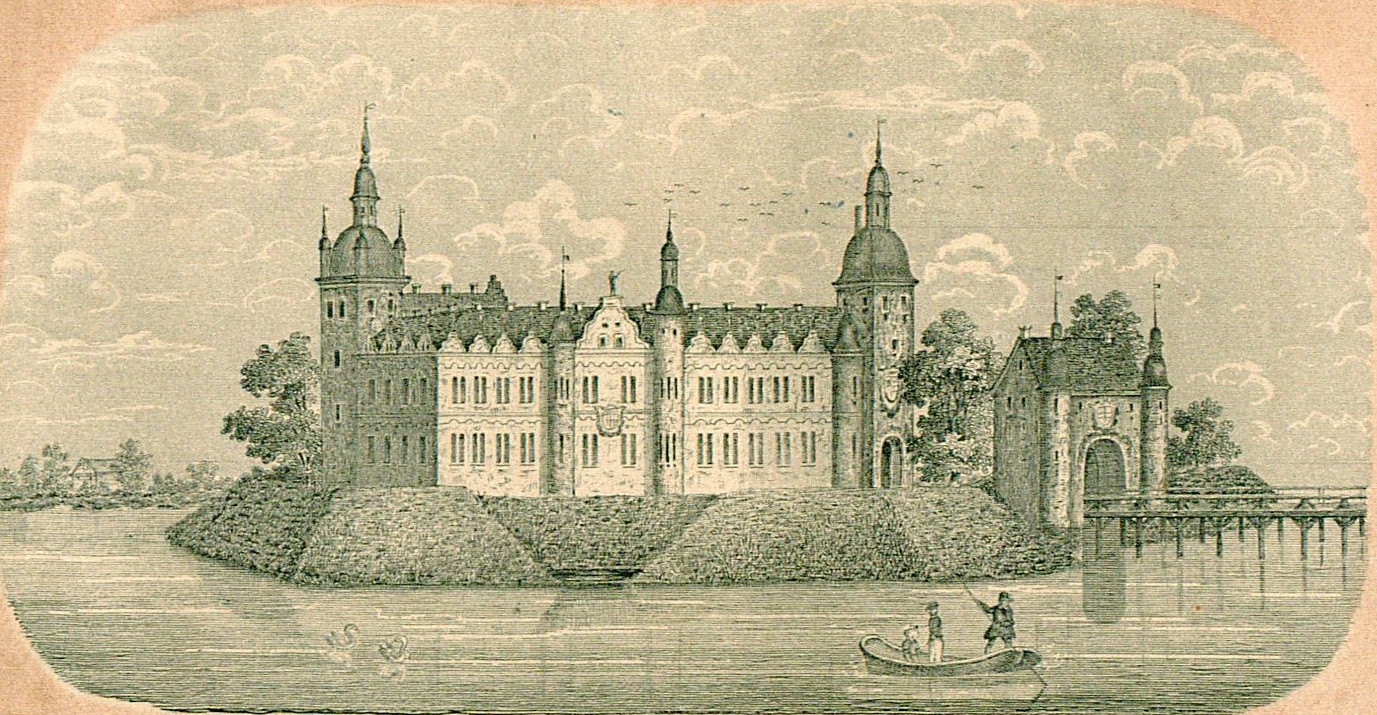
Darstellung des Schlosses

Das Schloss Rietberg im nordrhein-westfälischen Rietberg, teilweise auch Schloss Eden genannt, wurde als Burg im 14. Jahrhundert durch die Grafen von Rietberg erbaut und diente als Sitz der Landesherren. Im 17. Jahrhundert wurde die Anlage zum Schloss im Stil der Weserrenaissance umgestaltet. Zu Beginn des 19. Jahrhunderts wurde das Schloss abgebrochen.

## Geschichte

### Ursprungsbau
Die Grafen von Rietberg ließen vor 1353 eine neue Burg anlegen. Diese lag etwas entfernt von der alten Burg Rietberg mit der darum wachsenden Siedlung im östlichen Teil der Stadt, unmittelbar an der Ems. Die neue Burg wurde Sitz der Landesherren für die nächsten Jahrhunderte. 
Die Anlage wurde auf einem möglicherweise eigens aufgeschütteten Erdhügel errichtet. Die Burg entsprach wahrscheinlich dem Bautyp einer Motte und hatte vermutlich einen runden Grundriss. Kurz vor der Erweiterung war die Anlage mit einem inneren und äußeren Graben versehen. Der Wall war im Eingangsbereich bereits mit zwei Rondellen versehen. Zugbrücke, Drehtor und Schlagbäume sicherten den Zugang weiter.  
Im Jahr 1557 wurde die Burg von Truppen des niederrheinisch-westfälischen Reichskreises etwa sechs Monate lang belagert, ehe sie fiel und Graf Johann II. gefangen genommen wurde. Er starb 1562 in der Haft in Köln. Kurze Zeit später gingen die Grafschaft und die Burg an das ostfriesische Haus Cirksena über.

### Erweiterung zur Festung
Graf Johann III. ließ die Burg mit modernen Wallanlagen, neuen Gräften, neuem Torhaus sowie vorgelagerten Ravelins und Bastionen verstärken. Letztlich musste ein Gegner sechs Zugbrücken und Pforten überwinden, ehe er an das eigentliche Tor kam. Die Neubefestigung widersprach früheren Abmachungen. Der Reichskreis führte eine Untersuchung durch, aber zu Sanktionen kam es nicht. Das Hauptgebäude wurde zwischen 1605 und 1623 zum Schloss im Stil der Weserrenaissance umgestaltet. Die Neue Festung bot Raum für eine Garnison von 300 Mann, belegt war sie aber meist nur mit etwa 60 Mann. Eine Aufstellung aus dem Jahr 1690 zeigt, dass zwei Kartaunen, fünf zwölfpfündige, sechs sechspfündige und ein vierpfündiges Geschütz vorhanden waren. Hinzu kamen beträchtliche Vorräte an Handgranaten, Musketen, Kugeln und Munition.

### Weitere Entwicklung

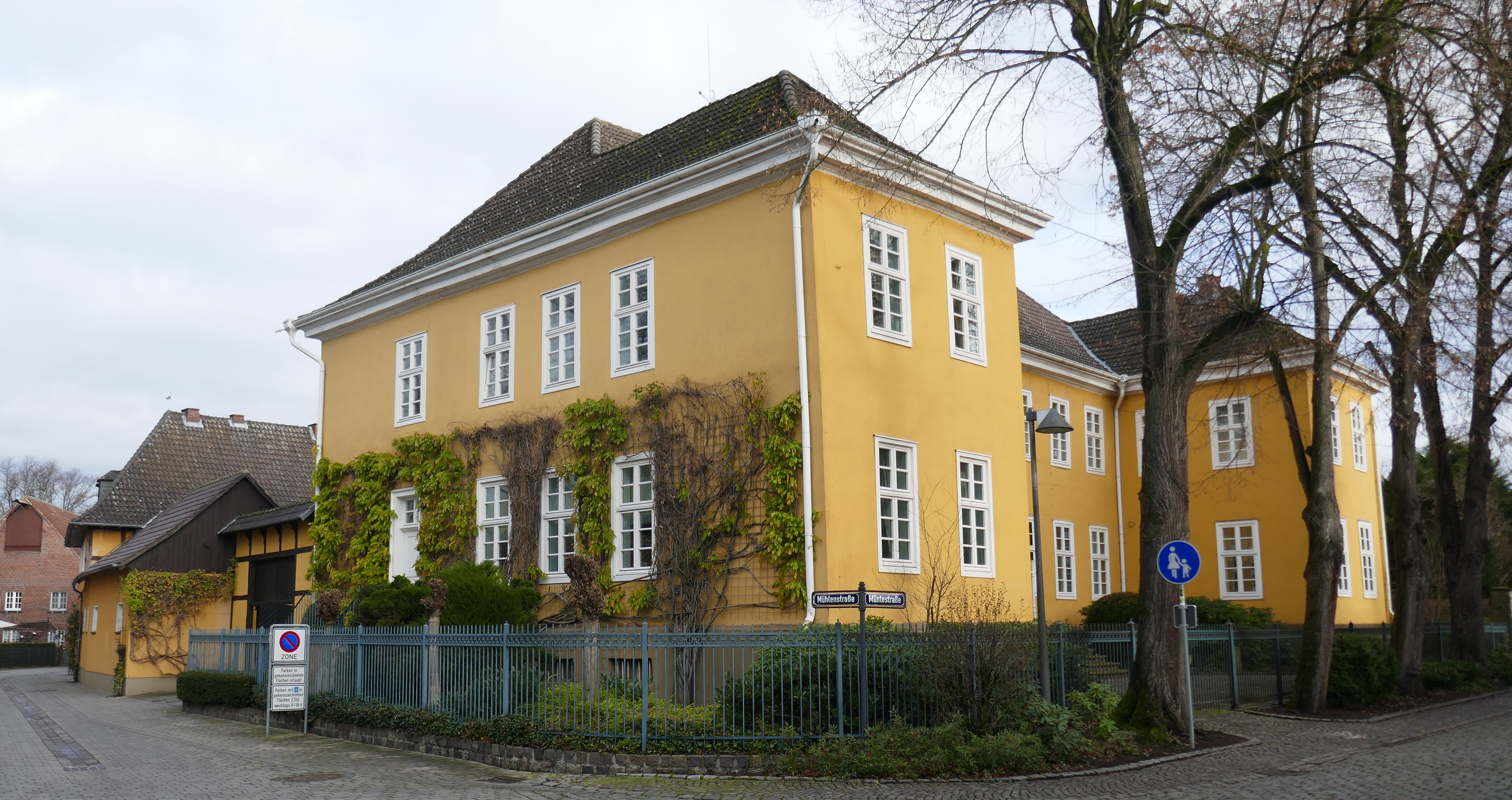
Haus Münte

Nachdem Rietberg nach 1699 an die mährische Familie von Kaunitz gefallen war, residierten die Landesherren nicht mehr in der Grafschaft. Eine Zeitlang amtierte noch die Regierung vom Schloss aus, ehe sie 1745 in das Haus Münte umzog. Das Schloss verfiel, der südliche Flügel wurde 1755 durch einen Brand zerstört, und die Gesamtanlage wurde 1802/1803 abgerissen.
Im Jahr 1822 verkaufte Fürst Aloysius von Kaunitz-Rietberg seine Besitzungen in der ehemaligen Grafschaft an den Unternehmer Friedrich Ludwig Tenge aus Osnabrück. Dieser richtete auf dem Schlossgelände seine Gutsverwaltung ein. Das noch bestehende Torhaus wurde 1846 abgerissen, und 1870 wurde ein neues Gutshaus erbaut. Die Familie Tenge-Rietberg bewohnt bis heute das Haus Münte im westlichen Teil Rietbergs, wo um 1302 eine Sekundogenitur-Burg entstanden war, die später als gräfliche Vogtei, Wohnsitz des Münzmeisters, Sitz der Regierung und Kammerverwaltung der Grafschaft sowie als Wohnsitz des Bevollmächtigten diente. Der heutige Bau wurde wischen 1743 und 1746 auf hohem Kellergeschoß als Dreiflügelbau errichtet und um 1900 von Landrat Woldemar Tenge-Rietberg innen im Stil der Neorenaissance ausgestattet. 
Aus der vorübergehenden Nutzung der Gräften des Schlosses als Fischteiche ging das Naturschutzgebiet Rietberger Fischteiche hervor, das 50 Hektar umfasst. Zu sehen sind noch die Wälle aus dem 17. Jahrhundert und die Schlossallee. Noch vorhanden ist auch die Johanneskapelle aus dem Jahr 1748, die wohl von einem aus Mähren stammenden Baumeister errichtet wurde.